# FA Cup 1895/96

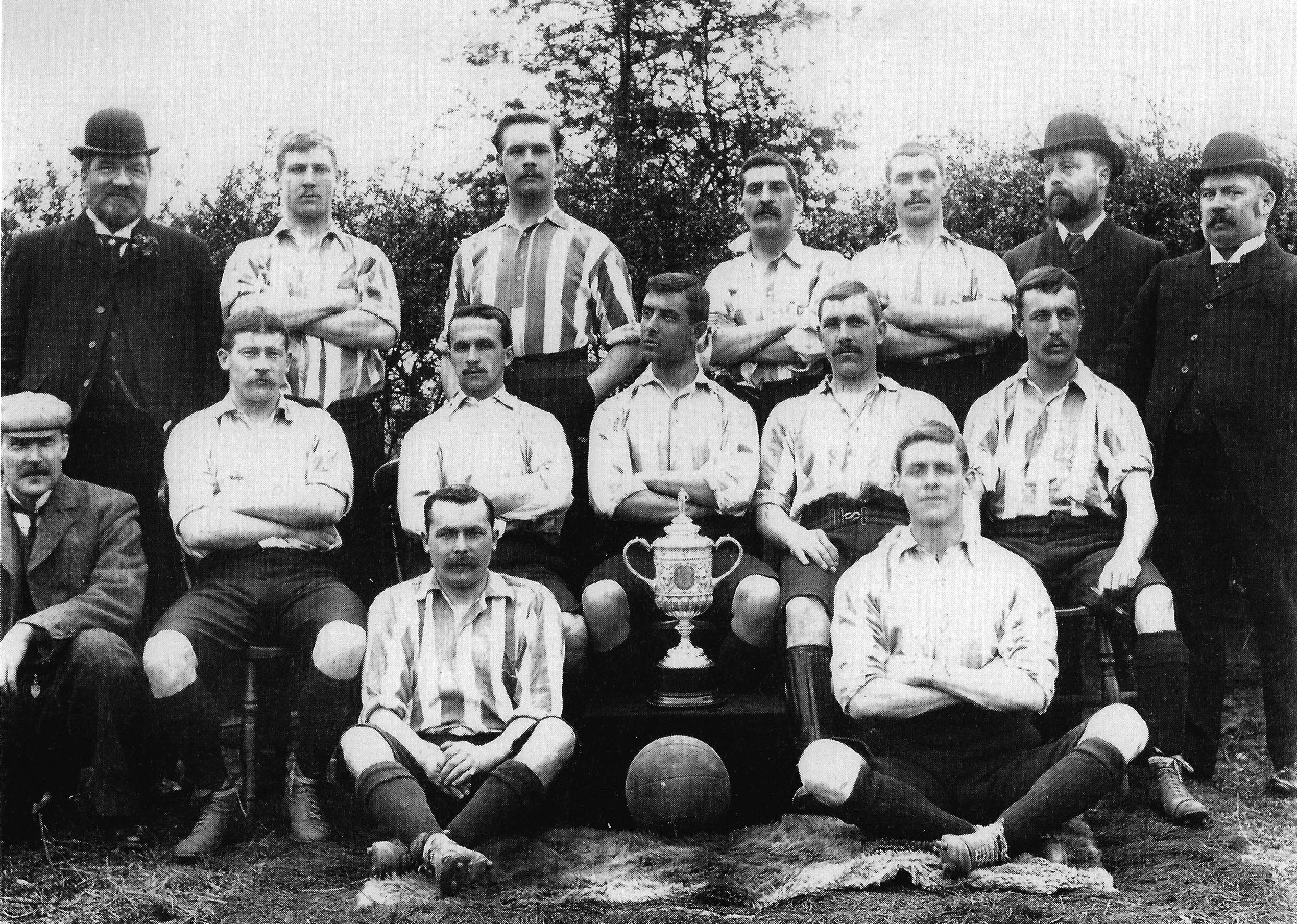
Die Siegermannschaft von The Wednesday aus Sheffield (1896).

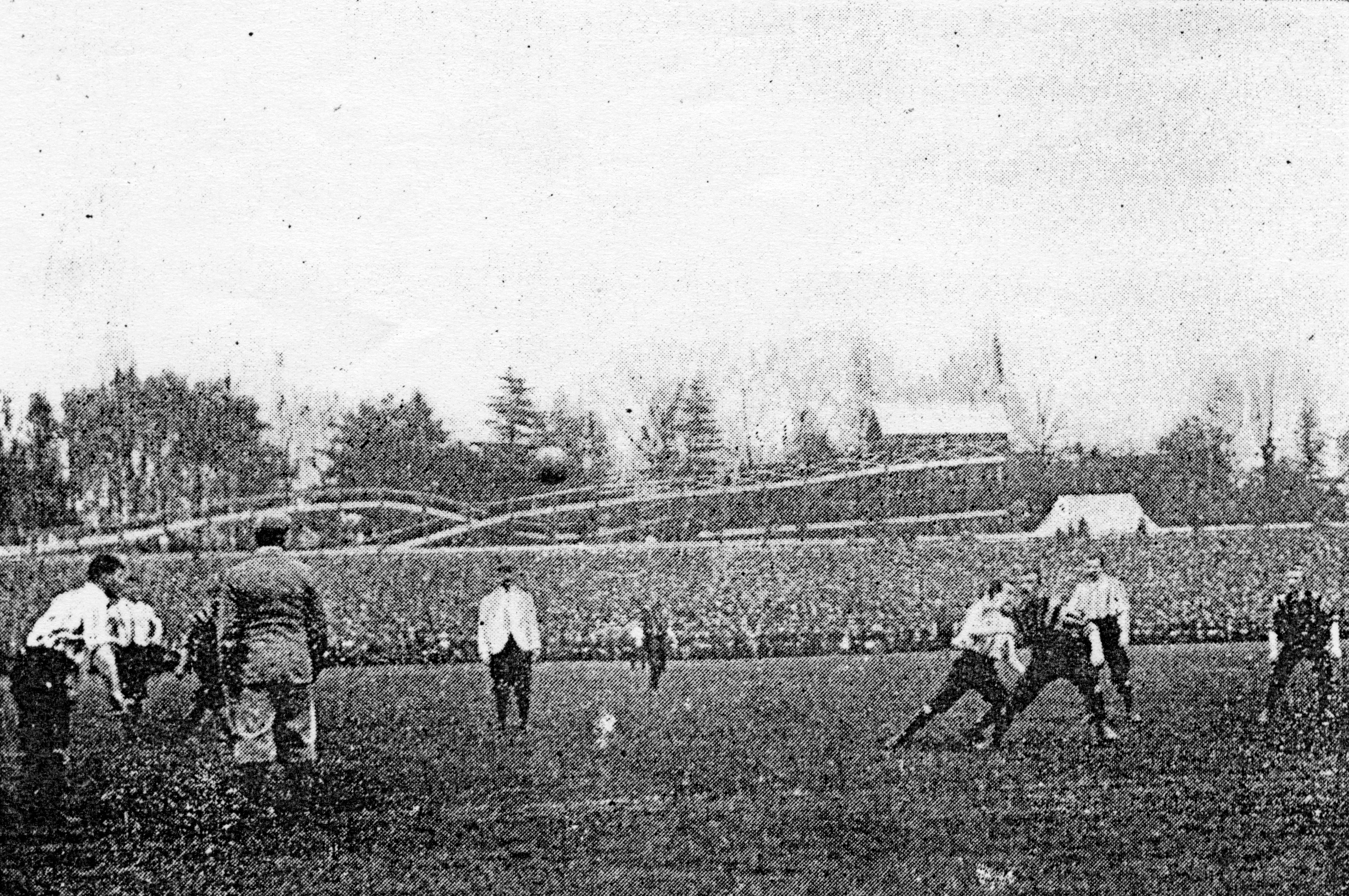
Szene aus dem FA-Cup-Finalspiel von 1896.

Der FA Cup 1895/96 war die 25. Austragung des The Football Association Challenge Cup (meist als FA Cup bekannt).
Der Pokalwettbewerb startete mit der Qualifikation zwischen dem 5. Oktober 1895 und dem 18. Dezember 1895 sowie anschließend mit der ersten Hauptrunde ab dem 1. Februar 1896. Sie endete mit dem Finalspiel im Crystal Palace in London am 18. April 1896 vor einer Kulisse vor offiziell 48.836 Zuschauern. Sieger des Wettbewerbs wurde zum ersten Mal The Wednesday. Unterlegener Finalist waren die Wolverhampton Wanderers.

## Wettbewerb

### Erste Hauptrunde
| Datum           |                         | Ergebnis |                      |
| --------------- | ----------------------- | -------- | -------------------- |
| 1. Februar 1896 | Blackburn Rovers        | 1:2      | West Bromwich Albion |
| 1. Februar 1896 | FC Blackpool            | 4:1      | Burton Swifts        |
| 1. Februar 1896 | FC Burnley              | 6:1      | Woolwich Arsenal     |
| 1. Februar 1896 | Burton Wanderers        | 1:1      | Sheffield United     |
| 1. Februar 1896 | FC Chesterfield         | 0:4      | Newcastle United     |
| 1. Februar 1896 | Crewe Alexandra         | 0:4      | Bolton Wanderers     |
| 1. Februar 1896 | FC Darwen               | 0:2      | Grimsby Town         |
| 1. Februar 1896 | Derby County            | 4:2      | Aston Villa          |
| 1. Februar 1896 | FC Liverpool            | 4:1      | Millwall Athletic    |
| 1. Februar 1896 | Newton Heath            | 2:1      | Kettering Town       |
| 1. Februar 1896 | Nottingham Forest       | 0:2      | FC Everton           |
| 1. Februar 1896 | Small Heath             | 1:4      | FC Bury              |
| 1. Februar 1896 | Southampton St. Mary’s  | 2:3      | The Wednesday        |
| 1. Februar 1896 | FC Stoke                | 5:0      | Tottenham Hotspur    |
| 1. Februar 1896 | AFC Sunderland          | 4:1      | Preston North End    |
| 1. Februar 1896 | Wolverhampton Wanderers | 2:2      | Notts County         |

#### Wiederholungsspiele
| Datum           |                  | Ergebnis |                         |
| --------------- | ---------------- | -------- | ----------------------- |
| 5. Februar 1896 | Notts County     | 3:4      | Wolverhampton Wanderers |
| 6. Februar 1896 | Sheffield United | 1:0      | Burton Wanderers        |

### Zweite Hauptrunde
| Datum            |                         | Ergebnis |                      |
| ---------------- | ----------------------- | -------- | -------------------- |
| 15. Februar 1896 | FC Blackpool            | 0:2      | Bolton Wanderers     |
| 15. Februar 1896 | FC Burnley              | 1:1      | FC Stoke             |
| 15. Februar 1896 | FC Everton              | 3:0      | Sheffield United     |
| 15. Februar 1896 | Grimsby Town            | 1:1      | West Bromwich Albion |
| 15. Februar 1896 | Newcastle United        | 1:3      | FC Bury              |
| 15. Februar 1896 | Newton Heath            | 1:1      | Derby County         |
| 15. Februar 1896 | The Wednesday           | 2:1      | AFC Sunderland       |
| 15. Februar 1896 | Wolverhampton Wanderers | 2:0      | FC Liverpool         |

#### Wiederholungsspiele
| Datum            |                      | Ergebnis |              |
| ---------------- | -------------------- | -------- | ------------ |
| 19. Februar 1896 | Derby County         | 5:1      | Newton Heath |
| 20. Februar 1896 | FC Stoke             | 7:1      | FC Burnley   |
| 20. Februar 1896 | West Bromwich Albion | 3:0      | Grimsby Town |

### Dritte Hauptrunde
| Datum            |                         | Ergebnis |                      |
| ---------------- | ----------------------- | -------- | -------------------- |
| 29. Februar 1896 | Bolton Wanderers        | 2:0      | FC Bury              |
| 29. Februar 1896 | Derby County            | 1:0      | West Bromwich Albion |
| 29. Februar 1896 | The Wednesday           | 4:0      | FC Everton           |
| 29. Februar 1896 | Wolverhampton Wanderers | 3:0      | FC Stoke             |

### Halbfinale
Die ersten beiden Spiele wurden am 21. März 1896 und das Wiederholungsspiel am 28. März 1896 ausgetragen.
|                         | Ergebnis |               | Ort        |
| ----------------------- | -------- | ------------- | ---------- |
| Bolton Wanderers        | 1:1      | The Wednesday | Liverpool  |
| Wolverhampton Wanderers | 2:1      | Derby County  | Birmingham |

#### Wiederholungsspiel
|               | Ergebnis |                  | Ort        |
| ------------- | -------- | ---------------- | ---------- |
| The Wednesday | 3:1      | Bolton Wanderers | Nottingham |

### Finale
| The Wednesday                                      | The Wednesday | Wolverhampton Wanderers | Wolverhampton Wanderers |
| -------------------------------------------------- | --- | --- | ----------------------- |
| The Wednesday                                      | \| Finale \| \| Samstag, 18. April 1896 in London (Crystal Palace) \| \| Ergebnis: 2:1 (2:1) \| \| Zuschauer: 48.836 \| \| Schiedsrichter: William Simpson \| \| Spielbericht \|        | \| Finale \| \| Samstag, 18. April 1896 in London (Crystal Palace) \| \| Ergebnis: 2:1 (2:1) \| \| Zuschauer: 48.836 \| \| Schiedsrichter: William Simpson \| \| Spielbericht \|         | Wolverhampton Wanderers |
| The Wednesday                                      | Jimmy Massey – Jack Earp, Ambrose Langley – Harry Brandon, Tommy Crawshaw, Bob Petrie – Archie Brash, Alec Brady, Laurie Bell, Harry Davis, Fred Spiksley Cheftrainer: Arthur Dickinson | Billy Tennant – Dickie Baugh, Tommy Dunn – Billy Owen, Billy Malpass, Hill Griffiths – Jack Tonks, Charlie Henderson, Billy Beats, Harry Wood, David Black Cheftrainer: Jack Addenbrooke | Wolverhampton Wanderers |
| The Wednesday                                      | 1:0 Fred Spiksley (1.) 2:1 Fred Spiksley (18.) | 1:1 David Black (8.) | Wolverhampton Wanderers |
| Finale                                             | | |                         |
| Samstag, 18. April 1896 in London (Crystal Palace) | | |                         |
| Ergebnis: 2:1 (2:1)                                | | |                         |
| Zuschauer: 48.836                                  | | |                         |
| Schiedsrichter: William Simpson                    | | |                         |
| Spielbericht                                       | | |                         |